# Быстренин, Владимир Порфирьевич
Владимир Порфирьевич Быстренин (1856—1926) — русский прозаик, журналист, сотрудник разных журналов и газет.

## Биография
Сын купца, выборного городского головы Мокшан, Быстренин был многие годы управляющим в имении отца в д. Засека Пензенской губернии. Получил домашнее образование. Под влиянием отца Быстренин увлёкся вопросами экономического и культурного переустройства деревни и «медвежьих углов» России. Впервые выступил в печати в 1876 году в пензенском «Справочном листке района Моршанско-Сызранской железной дороги» как анонимный хроникёр Мокшан и всего уезда по вопросам землеустройства, кредитов и т. д. Пензенский корреспондент газеты «Голос» (1883); после её закрытия перешёл в издание «Новости и биржевая газета», где печатался около 20 лет. Статьи Быстренина в этой газете по экономическим вопросам составили книгу «Земельный кредит и оскудение» (СПб., 1895) . В 1906 году был избран в уездный комитет партии кадетов Пензенской губернии.
Как прозаик Быстренин дебютировал в 1887 году рассказом «Не стерпел». В конце 1880-х — 1890-е гг. рассказы Быстренина из крестьянской жизни печатались во многих газетах и журналах, в том числе в журналах «Русское богатство», «Северный вестник», «Новое слово», пользовались популярностью у читателей. В 1890 году был опубликован первый сборник ― «Очерки и рассказы». Наибольшим успехом пользовался сборник «Житейские были» (1895; ещё два издания в 1898). Сборник «Сказки жизни» (1898), изданный типографией И. Д. Сытина, был запрещён к продаже «в публичных местах, а также через ходебщиков и офеней».
Отдельными изданиями напечатаны: «Земельный кредит и оскудение» (1895); «Очерки и рассказы» (1890); рассказы: «Свой суд» (три издания, 1892—1897); «Сухарь; очерк из жизни городской бедноты» (1893), «Житейские были; очерки и рассказы» (два издания, 1895—1898); «Верное средство» (1896).
После 1917 года Быстренин сделал ряд инсценировок произведений русских (М. Горький, А. П. Чехов) и зарубежных (В. Гюго, Э. Войнич) писателей, которые ставились на сцене Пензенского театра. В журнале «Голос минувшего» опубликовал мемуары «Уходящее. (Силуэты)» (1922―1923), в которых описал жизнь провинции 1860-х гг., дал портреты губернаторов, чиновников и обывателей, а также воспроизвёл облик революционера П. Г. Заичневского.